# 平面波
平面波（へいめんは、英: Plane wave）とは、等位相面が波数ベクトルを法線ベクトルとする等値平面から成る周期関数のことである。

## 平面波の定義
平面波と呼ばれる関数には、「時間変数を持たない平面波」と、「時間変数を持つ平面波」がある。「時間変数を持たない平面波」は、周期関数のフーリエ級数展開や、フーリエ変換、時間発展のないシュレーディンガー方程式の計算に用いられる。「時間変数を持つ平面波」は、波動方程式の解として現れる。
通常、「時間変数を持たない平面波」と、「時間変数を持つ平面波」は、区別されずに混同されて用いられるが、異なるものなので、曖昧さを回避する観点から区別が必要な場合には、用語を使い分けることにする。それぞれの用語の定義は以下に行う。
また、本稿では、「時間変数を持たない平面波」と、「時間変数を持つ平面波」の総称として「平面波」という用語を用いることにする。

### 時間変数を持たない平面波
実数または複素数に値を取る実 d 変数関数 Ψ が時間変数を持たない平面波であるとは、周期 2π の実1変数の周期関数 f と、波数ベクトルと言われる d  次元実定数ベクトル k（但し k ≠ 0）を用いて、
{\displaystyle \Psi ({\boldsymbol {x}})=f(2\pi {\boldsymbol {k}}\cdot {\boldsymbol {x}})}
と表されることを意味する。

### 時間変数を持つ平面波
時間変数を持つ平面波は、波動方程式の固有解に現れる。
実数または複素数に値を取る関数 Φ が時間変数を持つ平面波であるとは、空間変数 x （d 次元実数ベクトル）と時間変数t （実数）と、周期 2π の実1変数の周期関数 f と、波数ベクトル k（d 次元実定数ベクトル、但し k ≠ 0）と、角振動数 ω≠ 0 を用いて、
{\displaystyle \Phi ({\boldsymbol {x}},t)=f(2\pi ({\boldsymbol {k}}\cdot {\boldsymbol {x}}-\omega t))}
であることを意味する。
尚、本稿では、時間変数と空間変数をX = (x , t) のように分ける。つまり、変数の最後の成分を時間変数と考える。

### 時間変数を持つ平面波と、時間変数を持たない平面波
物理的には、空間変数 x と時間変数 t は異なるものであるが、数学ではどちらも単なる変数である。この意味において、d 次元の時間変数を持つ平面波は、d + 1 変数の時間変数を持たない平面波と見做すことができる。
時間変数を持つ平面波
{\displaystyle \Phi ({\boldsymbol {x}},t)=f(2\pi ({\boldsymbol {k}}\cdot {\boldsymbol {x}}-\omega t))}
に対して、新たに K を、空間成分 k と、時間成分 −ω を並べた d + 1 次元の実数ベクトルとする。即ち、
{\displaystyle {\boldsymbol {K}}=\left({\begin{array}{c}k_{1}\\\vdots \\k_{d}\\-\omega \end{array}}\right)}
とする。但し、ki は、波数ベクトル k の第 k 成分を意味する。
又、X = (x, t)とする。このとき、
{\displaystyle \Phi ({\boldsymbol {x}},t)=f(2\pi ({\boldsymbol {k}}\cdot {\boldsymbol {x}}-\omega t))=f(2\pi {\boldsymbol {K}}\cdot {\boldsymbol {X}})}
のように書くことが出来る。この意味において、d 次元の時間変数を持つ平面波は、n + 1 変数の時間変数を持たない平面波と見做すことができた。

## 正弦平面波
正弦平面波は、正弦波の多次元への拡張の1つで、代表的な平面波である。正弦平面波には、実正弦平面波と複素正弦平面波がある。正弦平面波のことを単に平面波ということもあるが、正弦平面波ではない平面波もある。

### 実正弦平面波の一般式
実正弦平面波は、数学的には振幅 A、波数ベクトル K、位相項 δ の3つの定数/定数ベクトルで特徴付けられる。一般に d 次元の実正弦平面波は、時間変数を持たない形で書くと
{\displaystyle A\cos(2\pi ({\boldsymbol {K}}\cdot {\boldsymbol {X}}+\delta ))}
時間変数を持つ形で書くと
{\displaystyle A\cos(2\pi ({\boldsymbol {k}}\cdot {\boldsymbol {x}}-\omega t+\delta ))}
で表される。
ここで、波数ベクトルや時間・空間変数は、それぞれ
{\displaystyle {\boldsymbol {k}}={\begin{pmatrix}k_{1}\\\vdots \\k_{d}\end{pmatrix}},\quad {\boldsymbol {x}}={\begin{pmatrix}x_{1}\\\vdots \\x_{d}\end{pmatrix}},\qquad {\boldsymbol {K}}={\begin{pmatrix}k_{1}\\\vdots \\k_{d}\\-\omega \end{pmatrix}},\quad {\boldsymbol {X}}={\begin{pmatrix}x_{1}\\\vdots \\x_{d}\\t\end{pmatrix}}}
である。

### 複素正弦平面波の一般式
実正弦平面波は重ね合わせの計算などが面倒であることから、計算上のテクニックとして、実正弦平面波の値域をオイラーの公式を用いて複素数域に拡張した複素正弦波が発案された。古典物理では、複素平面正弦波は実正弦平面波の重ね合わせを計算するための便宜にすぎないが、量子力学では複素平面正弦波を用いなければ説明がつかない現象があるため、計算上の便宜のためだけのものではない。
複素正弦平面波は数学的には、振幅 A（複素定数）、波数ベクトル K（実定数ベクトル）、位相項 δ（実定数）の3つの定数/定数ベクトルで特徴付けられる。一般に、d  次元の複素正弦平面波は、
{\displaystyle A\exp i(2\pi ({\boldsymbol {K}}\cdot {\boldsymbol {X}}+\delta ))}
の形で表される。

### 複素正弦平面波を用いた実正弦平面波の重ね合わせ
aj , θj (j = 1, 2, ... , m )を実定数（ただし aj ≥ 0）としたときに、重ね合わせ
{\displaystyle \sum _{j=1}^{m}a_{j}\cos i\theta _{j}}
を計算する問題を考える。
オイラーの公式より、複素数をベクトルのように表記して
{\displaystyle a_{j}\exp i\theta _{j}=a_{j}{\begin{pmatrix}\cos \theta _{j}\\\sin \theta _{j}\end{pmatrix}}}　(2-1)
と見なすことができる。
式(2-1)の右辺に、ベクトルの平行四辺形則を適用すると
{\displaystyle {\begin{cases}a=\left|\sum \limits _{j=1}^{m}a_{j}\exp i\theta _{j}\right|\\\theta =\arg \sum \limits _{j=1}^{m}a_{j}\exp i\theta _{j}\\\end{cases}}}　(2-2)
としたときに、
{\displaystyle a\cos \theta =\sum _{j=1}^{m}a_{j}\cos i\theta _{j}}
が成り立つ。従って、重ね合わせ(1)を計算する問題は、式(2-2)の2つの式を求める問題に帰着される。ここで、 θj (j = 1, 2, ... , m ) は実定数なので、
{\displaystyle (\exp ik\theta )^{*}=\exp(-ik\theta )}
が成り立つ。* は複素共役を意味する。このことに注意して、a2 の展開を行うと
{\displaystyle a^{2}=\sum _{j=1}^{m}a_{j}\exp i\theta _{j}\sum _{l=1}^{m}a_{l}\exp(-i\theta _{j})=\sum _{j,l=1}^{m}a_{j}a_{l}\exp i(\theta _{j}-\theta _{l})}　(2-3)
が成立する。式(2-3)と、条件aj ≥ 0 を考え併せると、式(2-2)は、
{\displaystyle {\begin{cases}a^{2}=\sum \limits _{j,l=1}^{m}a_{j}a_{l}\exp i(\theta _{j}-\theta _{l})\\\theta =\arg \sum \limits _{j=1}^{m}a_{j}\exp i\theta _{j}\end{cases}}} (2-2’)
と変形できる。従って、重ね合わせを計算する問題は、式(2-2’)を求める問題に帰着される。計算上の便宜としての複素正弦波を持ち出す最大の理由は、式(2-2)から(2-2’)（特に振幅の関係式）が導き出せることにある。
一般には、これ以上簡単な形に変形することは難しいが、いくつかの特殊な場合には振幅の項あるいは位相項の片方あるいは両方がより簡単な形になる。例えば
{\displaystyle {\begin{aligned}&\theta _{1}={\boldsymbol {k}}\cdot {\boldsymbol {x}}-\omega t\\&\theta _{2}={\boldsymbol {k}}\cdot {\boldsymbol {x}}-\omega t+\delta \\&m=2\end{aligned}}}
のときには、
{\displaystyle a={\sqrt {{a_{1}}^{2}+{a_{2}}^{2}+2a_{1}a_{2}\cos \delta }}}
となる。この問題は、2つの位相差のある平面正弦波の重ねあわせの問題である。

## フーリエ級数展開に関する補足
以下の定理、即ち、一変数関数のフーリエ級数展開については、既知とする。
定理 (一番簡単な場合の平面波展開) ― 
１変数スカラースカラー値関数{\displaystyle h(t)} が、周期 2πを持つL2 関数とし、このhと整数zに対し{\displaystyle {C}_{1}(z)}を以下のように定める。
{\displaystyle {C}_{1}(z):=\int _{t=0}^{t=2\pi }h(t)\exp({\textbf {i}}(zt))dt}
このとき、
{\displaystyle h(t)={\sum }_{z\in \mathbb {Z} }{C}_{1}(z)\exp({\textbf {i}}(zt))}
が成立する。
以下、{\displaystyle 2\pi {\textbf {E}}_{1},\cdots ,2\pi {\textbf {E}}_{d}}
が周期である場合に関して、d次元のフーリエ級数展開について、帰納的に説明していく。ここで、{\displaystyle {\textbf {E}}_{j}}は単位行列の第j列ベクトルを意味する。

### 2次元のフーリエ級数展開
簡単のためdを2とした場合について考えてみる。即ち、2変数関数{\displaystyle f(x_{1},x_{2})} が、周期{\displaystyle 2\pi {\textbf {E}}_{1},\cdots ,2\pi {\textbf {E}}_{2}}を持つ場合に、1変数のフーリエ級数に帰着することを考える。尚、周期性の定義等、用語の定義を知らずとも、計算の流れのみから本ケースの証明は理解が可能であると思われるため、定義などは後回しにする（一般の場合を考える際に、再定義する）。以下の定理が成り立つ：
定理 (2変数スカラー値関数のフーリエ級数展開) ― 
二変数スカラー値関数{\displaystyle f(x_{1},x_{2})} が、周期{\displaystyle 2\pi {\textbf {E}}_{1},\cdots ,2\pi {\textbf {E}}_{2}}を持つL2 関数であるとき、任意の{\displaystyle {\textbf {z}}=(z_{1},z_{2})\mathbb {Z} ^{2}}に対し
{\displaystyle {C}_{2}(z_{1},z_{2}):=\int _{{x_{2}}=0}^{{x_{2}}=2\pi }\int _{{x_{1}}=0}^{{x_{1}}=2\pi }f(x_{1},x_{2})\exp({\textbf {i}}({z_{1}}x_{1}+{z_{2}}x_{2}))\ d{x_{1}}d{x_{2}}}
と定めると
{\displaystyle f(x_{1},x_{2})={\sum }_{(z_{1},z_{2})\in \mathbb {Z} ^{2}}{C}_{2}(z_{1},z_{2}):\exp(2\pi {\textbf {i}}(z_{1}x_{1}+z_{2}x_{2}))}
が成立する。但し、E1 , E2 は、それぞれ、2次単位行列の第一列、第二列である。即ち、E1 , E2 は、R2 の標準基底とする。
証明

まず、{\displaystyle x_{2}} を固定して、定数だと考える。即ち、
{\displaystyle f_{[x_{2}]}(t):=f(t,x_{2})}
と定めると、{\displaystyle f_{[x_{2}]}(t)} はｔについて、周期2πの周期関数である。従って、{\displaystyle f_{[x_{2}]}(t)} は、一変数の意味でフーリエ級数展開可能である。
即ち、 整数zに対し、
{\displaystyle C_{1,z}(x_{2}):=\int _{t=0}^{t=2\pi }f_{[x_{2}]}(t)\exp(2\pi {\textbf {i}}zt)\,\mathrm {d} x}
と定めると、
{\displaystyle f_{[x_{1}]}(t)=\sum _{z\in \mathbb {Z} }C_{1,z}(x_{2})\exp(2\pi {\textbf {i}}zt)}　(3-1)
のように級数展開可能である。

前述の{\displaystyle C_{1,z}(x_{2})}は {\displaystyle x_{2}}を固定するごとに定まるので、前述の{\displaystyle C_{1,z}(x_{2})}は {\displaystyle x_{2}} についての関数だと考えることが出来る。
そして、{\displaystyle C_{1,z}(x_{2})}は {\displaystyle x_{2}} について、周期2πの周期関数である。実際、{\displaystyle f(x_{1},x_{2})}は、周期 2πE2 を持つため、
{\displaystyle f(x_{1},x_{2})=f(x_{1},x_{2}+2\pi )}
なので、
{\displaystyle f_{[x_{2}+2\pi ]}(t)=f(t,x_{2}+2\pi )=f(t,x_{2})=f_{[x_{2}]}(t)}
よって、
{\displaystyle {\begin{aligned}C_{1,z}(x_{2}+2\pi )&=\int _{t=-\pi }^{t=\pi }f_{[x_{2}+2\pi ]}(t)\exp(2\pi {\textbf {i}}zt)\,\mathrm {d} t\\&=\int _{0}^{1}f_{[x_{2}]}(t)\exp(2\pi {\textbf {i}}nx)\,\mathrm {d} x\\&=C_{1,z}(x_{2})\end{aligned}}}
である。実は、{\displaystyle C_{1,z}(x_{2})}は L2 関数でもあるため、{\displaystyle C_{1,z}(x_{2})}も1変数関数の意味でフーリエ級数展開可能である。すなわち
{\displaystyle C_{2,(z_{1},z_{2})}:=\int _{{x_{2}}=-\pi }^{{x_{2}}=\pi }C_{1,z_{1}}(x_{2})\exp(2\pi {\textbf {i}}z_{2}x_{2})\,\mathrm {d} x_{2}}
と定めると、
{\displaystyle C_{1,z_{1}}(x_{2})=\sum _{z_{2}\in \mathbb {Z} }C_{2,(z_{1},z_{2})}\exp(2\pi {\textbf {i}}z_{2}x_{2})}　(3-2)
となる。
ここで、式(3-1)に式(3-2)を代入すると、
{\displaystyle {\begin{aligned}f(x_{1},x_{2})&=f_{[x_{1}]}(x_{2})\\&=\sum _{z_{1}\in \mathbb {Z} }C_{1,z_{1}}(x_{2})\exp(2\pi {\textbf {i}}z_{1}x_{1})\\&=\sum _{z_{1}\in \mathbb {Z} }\left(\sum _{z_{2}\in \mathbb {Z} }C_{2,(z_{1},z_{2})}\exp(2\pi {\textbf {i}}z_{2}x_{2})\right)\exp(2\pi {\textbf {i}}z_{1}x_{1})\\&=\sum _{z_{1}\in \mathbb {Z} }\left(\sum _{z_{2}\in \mathbb {Z} }C_{2,(z_{1},z_{2})}\exp(2\pi {\textbf {i}}z_{2}x_{2})\exp(2\pi {\textbf {i}}z_{1}x_{1})\right)\\&=\sum _{z_{1}\in \mathbb {Z} }\left(\sum _{z_{2}\in \mathbb {Z} }C_{2,(z_{1},z_{2})}\exp(2\pi {\textbf {i}}(z_{1}x_{1}+z_{2}x_{2}))\right)\\&=\sum _{z_{1}\in \mathbb {Z} }\sum _{z_{2}\in \mathbb {Z} }C_{2,(z_{1},z_{2})}\exp(2\pi {\textbf {i}}(z_{1}x_{1}+z_{2}x_{2}))\end{aligned}}}
を得る。ここで、
{\displaystyle C_{2,(z_{1},z_{2})}:=\int _{{x_{2}}=0}^{{x_{2}}=2\pi }C_{1,z_{1}}(x_{2})\exp(2\pi {\textbf {i}}z_{2}x_{2})\,\mathrm {d} x_{2}}
{\displaystyle =\int _{{x_{2}}=0}^{{x_{2}}=2\pi }\left(\int _{x_{1}=0}^{x_{1}=2\pi }f_{[x_{2}]}(x_{1})\exp(2\pi {\textbf {i}}{z_{1}}x_{1})\,\mathrm {d} x_{1}\right)\exp(2\pi {\textbf {i}}z_{2}x_{2})\,\mathrm {d} x_{2}}
{\displaystyle =\int _{{x_{2}}=0}^{{x_{2}}=2\pi }\left(\int _{x_{1}=0}^{x_{1}=2\pi }f(x_{1},x_{2})\exp(2\pi {\textbf {i}}{z_{1}}x_{1})\,\mathrm {d} x_{1}\right)\exp(2\pi {\textbf {i}}z_{2}x_{2})\,\mathrm {d} x_{2}}
{\displaystyle =\int _{{x_{2}}=0}^{{x_{2}}=2\pi }\int _{x_{1}=0}^{x_{1}=2\pi }f(x_{1},x_{2})\exp(2\pi {\textbf {i}}{z_{1}}x_{1})\exp(2\pi {\textbf {i}}z_{2}x_{2})\,\mathrm {d} x_{1}\mathrm {d} x_{2}}
{\displaystyle =\int _{{x_{2}}=0}^{{x_{2}}=2\pi }\int _{x_{1}=0}^{x_{2}=2\pi }f(x_{1},x_{2})\exp(2\pi {\textbf {i}}({z_{1}}x_{1}+{z_{2}}x_{2}))\ \mathrm {d} x_{1}\mathrm {d} x_{2}}
である。

### d次元場合のフーリエ級数展開
次に、dを一般とした場合について説明する。
定理 (d変数スカラー値関数のフーリエ級数展開) ― 
d変数スカラー値関数{\displaystyle f(x_{1},\cdots ,x_{d})} が、周期{\displaystyle 2\pi {\textbf {E}}_{1},\cdots ,2\pi {\textbf {E}}_{d}}を持つL2 関数であるとき、任意の{\displaystyle {\textbf {z}}=(z_{1},\cdots ,z_{d})\mathbb {\in } {Z}^{d}}に対し
{\displaystyle {C}_{d}(z_{1},\cdots ,z_{d}):=\int _{{x_{d}}=0}^{{x_{d}}=2\pi }\cdots \int _{{x_{1}}=0}^{{x_{1}}=2\pi }f(x_{1},\cdots ,x_{d})\exp({\textbf {i}}({z_{1}}x_{1}+\cdots +{z_{d}}x_{d}))\ d{x_{1}}\cdots d{x_{d}}}
と定めると
{\displaystyle f(x_{1},\cdots ,x_{d})={\sum }_{(z_{1},\cdots ,z_{d})\in \mathbb {Z} ^{d}}{C}_{d}(z_{1},\cdots ,z_{d}):\exp(2\pi {\textbf {i}}(z_{1}x_{1}+\cdots +z_{d}x_{d}))}
が成立する。但し、{\displaystyle {\textbf {E}}_{j}} は、d次単位行列の第j列である。
証明:帰納法で証明する

(1)d=1の場合：1変数関数のフーリエ級数展開に他ならない。

(2)d-1の場合の帰納仮定:

d-1変数スカラー値関数{\displaystyle h(x_{1},\cdots ,x_{d-1})} が、周期{\displaystyle 2\pi {\textbf {E}}_{1},\cdots ,2\pi {\textbf {E}}_{d-1}}を持つL2 関数であるとき、任意の{\displaystyle {\textbf {z}}=(z_{1},\cdots ,z_{d-1})\in \mathbb {Z} ^{d-1}}に対し
{\displaystyle {C}_{d-1}(z_{1},\cdots ,z_{d-1}):=\int _{{x_{d}}=-\pi }^{{x_{d}}=\pi }\cdots \int _{{x_{1}}=-\pi }^{{x_{1}}=\pi }h(x_{1},\cdots ,x_{2})\exp({\textbf {i}}({z_{1}}x_{1}+\cdots +{z_{d}-1}x_{d-1}))\ d{x_{1}}\cdots d{x_{d-1}}}
と定めると
{\displaystyle h(x_{1},\cdots ,x_{d-1})={\sum }_{(z_{1},\cdots ,z_{d-1})\in \mathbb {Z} ^{d-1}}{C}_{d-1}(z_{1},\cdots ,z_{d}):\exp(2\pi {\textbf {i}}(z_{1}x_{1}+\cdots +z_{d-1}x_{d-1}))}
が成り立つものと仮定する。

(3)d変数の場合の証明:

まず、{\displaystyle x_{d}} を固定して、定数だと考える。即ち、
{\displaystyle f_{[x_{d}]}(x_{1},\cdots ,x_{d-1}):=f(x_{1},\cdots ,x_{d})}
と定めると、:{\displaystyle f_{[x_{d}]}(x_{1},\cdots ,x_{d-1})}は、周期　{\displaystyle 2\pi {\textbf {E}}_{1},\cdots ,2\pi {\textbf {E}}_{d-1}}を持つL2 関数である。従って、帰納仮定より、{\displaystyle f_{[x_{d}]}(x_{1},\cdots ,x_{d-1})} は、d-1変数の意味でフーリエ級数展開可能である。
即ち、 整数zに対し、
{\displaystyle C_{d-1,(z_{1},\cdots \ ,z_{d-1})}(x_{1},\cdots ,x_{d-1}):=\int _{t=-\pi }^{t=\pi }f_{[x_{2}]}(t)\exp(2\pi {\textbf {i}}zt)\,\mathrm {d} x}
と定めると、
{\displaystyle f_{[x_{1}]}(t)=\sum _{z\in \mathbb {Z} }C_{1,z}(x_{1})\exp(2\pi {\textbf {i}}zt)}　(3-1)
のように級数展開可能である。

前述の{\displaystyle C_{1,z}(x_{2})}は {\displaystyle x_{2}}を固定するごとに定まるので、前述の{\displaystyle C_{1,z}(x_{2})}は {\displaystyle x_{2}} についての関数だと考えることが出来る。
そして、{\displaystyle C_{1,z}(x_{2})}は {\displaystyle x_{2}} について、周期2πの周期関数である。実際、{\displaystyle f(x_{1},x_{2})}は、周期 2πE2 を持つため、
{\displaystyle f(x_{1},x_{2})=f(x_{1},x_{2}+2\pi )}
なので、
{\displaystyle f_{[x_{2}+2\pi ]}(t)=f(t,x_{2}+2\pi )=f(t,x_{2})=f_{[x_{2}]}(t)}
よって、
{\displaystyle {\begin{aligned}C_{1,z}(x_{2}+2\pi )&=\int _{t=-\pi }^{t=\pi }f_{[x_{2}+2\pi ]}(t)\exp(2\pi {\textbf {i}}zt)\,\mathrm {d} t\\&=\int _{0}^{1}f_{[x_{2}]}(t)\exp(2\pi {\textbf {i}}nx)\,\mathrm {d} x\\&=C_{1,z}(x_{2})\end{aligned}}}
である。実は、{\displaystyle C_{1,z}(x_{2})}は L2 関数でもあるため、{\displaystyle C_{1,z}(x_{2})}も1変数関数の意味でフーリエ級数展開可能である。すなわち
{\displaystyle C_{2,(z_{1},z_{2})}:=\int _{{x_{2}}=-\pi }^{{x_{2}}=\pi }C_{1,z_{1}}(x_{2})\exp(2\pi {\textbf {i}}z_{2}x_{2})\,\mathrm {d} x_{2}}
と定めると、
{\displaystyle C_{1,z_{1}}(x_{2})=\sum _{z_{2}\in \mathbb {Z} }C_{2,(z_{1},z_{2})}\exp(2\pi {\textbf {i}}z_{2}x_{2})}　(3-2)
となる。
ここで、式(3-1)に式(3-2)を代入すると、
{\displaystyle {\begin{aligned}f(x_{1},x_{2})&=f_{[x_{1}]}(x_{2})\\&=\sum _{z_{1}\in \mathbb {Z} }C_{1,z_{1}}(x_{2})\exp(2\pi {\textbf {i}}z_{1}x_{1})\\&=\sum _{z_{1}\in \mathbb {Z} }\left(\sum _{z_{2}\in \mathbb {Z} }C_{2,(z_{1},z_{2})}\exp(2\pi {\textbf {i}}z_{2}x_{2})\right)\exp(2\pi {\textbf {i}}z_{1}x_{1})\\&=\sum _{z_{1}\in \mathbb {Z} }\left(\sum _{z_{2}\in \mathbb {Z} }C_{2,(z_{1},z_{2})}\exp(2\pi {\textbf {i}}z_{2}x_{2})\exp(2\pi {\textbf {i}}z_{1}x_{1})\right)\\&=\sum _{z_{1}\in \mathbb {Z} }\left(\sum _{z_{2}\in \mathbb {Z} }C_{2,(z_{1},z_{2})}\exp(2\pi {\textbf {i}}(z_{1}x_{1}+z_{2}x_{2}))\right)\\&=\sum _{z_{1}\in \mathbb {Z} }\sum _{z_{2}\in \mathbb {Z} }C_{2,(z_{1},z_{2})}\exp(2\pi {\textbf {i}}(z_{1}x_{1}+z_{2}x_{2}))\end{aligned}}}
を得る。ここで、
{\displaystyle C_{2,(z_{1},z_{2})}:=\int _{{x_{2}}=-\pi }^{{x_{2}}=\pi }C_{1,z_{1}}(x_{2})\exp(2\pi {\textbf {i}}z_{2}x_{2})\,\mathrm {d} x_{2}}
{\displaystyle =\int _{{x_{2}}=-\pi }^{{x_{2}}=\pi }\left(\int _{x_{1}=-\pi }^{x_{2}=\pi }f_{[x_{2}]}(x_{1})\exp(2\pi {\textbf {i}}{z_{1}}x_{1})\,\mathrm {d} x_{1}\right)\exp(2\pi {\textbf {i}}z_{2}x_{2})\,\mathrm {d} x_{2}}
{\displaystyle =\int _{{x_{2}}=-\pi }^{{x_{2}}=\pi }\left(\int _{x_{1}=-\pi }^{x_{2}=\pi }f(x_{1},x_{2})\exp(2\pi {\textbf {i}}{z_{1}}x_{1})\,\mathrm {d} x_{1}\right)\exp(2\pi {\textbf {i}}z_{2}x_{2})\,\mathrm {d} x_{2}}
{\displaystyle =\int _{{x_{2}}=-\pi }^{{x_{2}}=\pi }\int _{x_{1}=-\pi }^{x_{2}=\pi }f(x_{1},x_{2})\exp(2\pi {\textbf {i}}{z_{1}}x_{1})\exp(2\pi {\textbf {i}}z_{2}x_{2})\,\mathrm {d} x_{1}\mathrm {d} x_{2}}
{\displaystyle =\int _{{x_{2}}=-\pi }^{{x_{2}}=\pi }\int _{x_{1}=-\pi }^{x_{2}=\pi }f(x_{1},x_{2})\exp(2\pi {\textbf {i}}({z_{1}}x_{1}+{z_{2}}x_{2}))\ \mathrm {d} x_{1}\mathrm {d} x_{2}}
である。

## 周期関数の平面波展開

### 周期性とは
F を実数値あるいは複素数値の実 d 変数関数とし、τ を d 次元の実定数ベクトルとする。このとき、τ が F の周期であるとは、任意の d 次元実数ベクトル x に対し F(x + τ) = F(x)であることを意味する。
定理1 ― 
F を実数値あるいは複素数値の実 d 変数関数としたとき、
1. 0 は、F の周期である。
2. d 次元の実定数ベクトル τ1 と τ2 が F の周期であれば、τ1 + τ2 も F の周期である。
3. z が整数であり、τ が F の周期であるとき、zτ も F の周期である。

ここで、τ が F の周期であったとしても、√2τ や τ/2 が F の周期であるとは限らない。
定理1から帰納的に以下の定理2が示される。
定理2 ― 
τ1, τ2, ..., τl が F の周期で、z1, z2, ..., zl が整数であるとき、
{\displaystyle z_{1}\tau _{1}+\cdots +z_{l}\tau _{l}}
もまた、F の周期である。

### 格子についての補足
前節の定理1と定理2は、周期が格子状の空間（Z-加群）をなすことを主張している。以下、格子について補足を行う。
d 次元標準正方格子 {\displaystyle \mathbb {Z} ^{d}} を、以下のように定義する。即ち、d 次元標準正方格子は、成分全てが整数となるような d 次元実数ベクトルを全て集めることによって出来た集合である。
{\displaystyle \mathbb {Z} ^{d}=\left\{\left.{\begin{pmatrix}z_{1}\\\vdots \\z_{d}\\\end{pmatrix}}\ \left|{\begin{matrix}z_{1},\dots ,z_{d}\in \mathbb {Z} \\\end{matrix}}\right.\right\}\right.}
{\displaystyle \mathbb {Z} ^{d}}は、{\displaystyle \mathbb {R} ^{d}}の標準基底 e1 , ... , ed の Z 結合で生成される。即ち、{\displaystyle \mathbb {Z} ^{d}}の点 z は、n 個の整数 z1 , ... , zd によって、
{\displaystyle {\boldsymbol {z}}={z}_{1}{\boldsymbol {e}}_{1}+\cdots +{z}_{d}{\boldsymbol {e}}_{d}}
のように展開することが出来る。この展開は、一意的である。
又、d 次正則行列 A に対し、{\displaystyle A\mathbb {Z} ^{d}}を、
{\displaystyle A\mathbb {Z} ^{d}=\left\{\left.A{\begin{pmatrix}z_{1}\\\vdots \\z_{d}\\\end{pmatrix}}\ \right|{\begin{matrix}z_{1},\dots ,z_{d}\in \mathbb {Z} \\\end{matrix}}\right\}}
と定め、d 次元正則行列 A によって生成された格子空間と呼ぶ。{\displaystyle A\mathbb {Z} ^{d}}は、A の列ベクトル A1 , ... , Ad のZ結合で生成される。即ち、{\displaystyle A\mathbb {Z} ^{d}}の点は、n 個の整数 z1 , ... , zd によって、
{\displaystyle A(z)=A(z_{1},\dots ,z_{d})=z_{1}{\boldsymbol {A}}_{1}+\cdots +z_{d}{\boldsymbol {A}}_{d}}
のように表すことが出来る。即ち、標準格子空間 {\displaystyle \mathbb {Z} ^{d}} 上の点 z は、行列 A によって、必ず {\displaystyle A\mathbb {Z} ^{d}} に移すことが出来る。但し、Aj は、A の第 j 列ベクトルである。即ち Aj = Aej である。

### 多重周期関数と周期格子
さらに、ユニットセルの概念を定義する。T1 , ... , Td を d 次元実数ベクトル空間 {\displaystyle \mathbb {R} ^{d}}の基底とする。このとき、
{\displaystyle V({\boldsymbol {T}}_{1},\cdots ,{\boldsymbol {T}}_{d})=\left\{\left.{x}_{1}{\boldsymbol {T}}_{1}+\cdots +{x}_{d}{\boldsymbol {T}}_{d}\left|{\begin{matrix}0\leq x_{1}\leq 1\\\vdots \\0\leq x_{d}\leq 1\\\end{matrix}}\right.\right\}\right.}
を、T1 , ... , Td が張るd 次元平行六面体、あるいはユニットセルという。
特に、d 重周期関数 F に対し、T の列ベクトル全て、即ち T1 , ... , Td が F の周期となるような d 次正則行列
{\displaystyle T=({\boldsymbol {T}}_{1},\dots ,{\boldsymbol {T}}_{d})}
が定まる。本稿では、このような T を、F の周期行列と言うことにする。また、{\displaystyle T{\mathbb {Z} }^{d}} を、F の周期格子という。
簡単な計算から以下の定理が判る。
定理 (周期関数の標準化) ― 
T を、d 次元正則行列とし、実 d 変数関数 F が T の列ベクトル全て、即ち T1, T2, ..., Td を F の周期とするような d 重周期関数とする。この時、
{\displaystyle H(y)=F(Ty)}
とすると、H(y) は、e1, ..., ed のすべてを周期とするような d 重周期関数である。
この定理により、周期行列が存在するようなd 重周期関数の問題は、すべて、標準正方格子を周期格子として持つような周期関数の問題に帰着されることが判る。

### 平面波の周期性
平面波の周期性について、以下の命題が成り立つ。
命題1 ― 
実数または複素数に値を持つ実 d 変数関数 Φ を時間変数を持たない平面波であるとし、K ≠ 0 を Φ の波数ベクトルとするとき、
1. K ⋅ τ = 0 となる任意の実 d 次元ベクトル τ は、Φ の周期である。
2. 上記の τ に対し、λ を任意実数（つまり整数でなくてもよい）としたとき、λτ もまた、Φ の周期である。

即ち、命題1は、K の直交補空間の点は皆、波数 K の平面波 Φ の周期であることを主張している。
命題2 ― 
実数または複素数に値を持つ実 d 変数関数 Φ を時間変数を持たない平面波、K ≠ 0 を Φ の波数ベクトルとするとき、
1. K ⋅ τ = 2lπ （ l は任意整数）となるような実 d 次元ベクトル τ は Φ の周期である。
2. d 次元実定数ベクトル a が、K ⋅ a ≠ 0 を満たし、l が整数であるとき、
{\displaystyle T={\frac {2\pi l{\boldsymbol {a}}}{\sqrt {{\boldsymbol {K}}\cdot {\boldsymbol {a}}}}}}

もまた、Φ の周期である。
以下の定理より、d 重周期関数 F と同じ d 重周期を持つ平面波を沢山作る方法が与えられる。
定理 (逆格子の存在) ― 
T と G を、d 次実正則行列、ｚ1, ... zd は整数とする。さらに、T と G の間に
{\displaystyle ({}^{\mathrm {t} }G)T=2\pi E}
の関係が成立するものとし、
{\displaystyle {\textbf {G}}({z}_{1},{z}_{2},...,{z}_{d}):={z}_{1}{\boldsymbol {G}}_{1}+\cdots +{z}_{d}{\boldsymbol {G}}_{d}}
と定めるものとする。このとき、T1, T2, ... , Td は全て,
波数{\displaystyle {\textbf {G}}({z}_{1},{z}_{2},...,{z}_{d})}の正弦平面波、
{\displaystyle \Phi _{{\textbf {G}}({z}_{1},{z}_{2},...,{z}_{d})}({\textbf {x}}):=\exp \left({\textbf {i}}\left\langle {\textbf {G}}({z}_{1},{z}_{2},...,{z}_{d})\mathrel {|} {\textbf {x}}\right\rangle \right)}
の周期となる。但し、
Tj, Gj はそれぞれ T および G の第 j 列ベクトルを意味し、ここで、E は d 次単位行列を意味する。
内積の双線形性より、
{\displaystyle \left\langle {\textbf {G}}({z}_{1},{z}_{2},...,{z}_{d})\mathrel {|} {\textbf {x}}+{\textbf {T}}_{j}\right\rangle }
{\displaystyle \left\langle {\textbf {G}}({z}_{1},{z}_{2},...,{z}_{d})\mathrel {|} {\textbf {x}}\right\rangle +\left\langle {\textbf {G}}({z}_{1},{z}_{2},...,{z}_{d})\mathrel {|} {\textbf {T}}_{j}\right\rangle }
で、前節の命題から、
{\displaystyle \left\langle {\textbf {G}}({z}_{1},{z}_{2},...,{z}_{d})\mathrel {|} {\textbf {T}}_{j}\right\rangle =2\pi }
従って、
{\displaystyle \left\langle {\textbf {G}}({z}_{1},{z}_{2},...,{z}_{d})\mathrel {|} {\textbf {x}}+{\textbf {T}}_{j}\right\rangle =\left\langle {\textbf {G}}({z}_{1},{z}_{2},...,{z}_{d})\mathrel {|} {\textbf {x}}\right\rangle +2\pi }
である。従って、
{\displaystyle \Phi _{{\textbf {G}}({z}_{1},{z}_{2},...,{z}_{d})}({\textbf {x}}+{\textbf {T}}_{j})=\exp \left({\textbf {i}}\left\langle {\textbf {G}}({z}_{1},{z}_{2},...,{z}_{d})\mathrel {|} {\textbf {x}}+{\textbf {T}}_{j}\right\rangle \right)}
{\displaystyle =\exp \left({\textbf {i}}\left\langle {\textbf {G}}({z}_{1},{z}_{2},...,{z}_{d})\mathrel {|} {\textbf {x}}\right\rangle +{\textbf {i}}\left\langle {\textbf {G}}({z}_{1},{z}_{2},...,{z}_{d})\mathrel {|} {\textbf {T}}_{j}\right\rangle \right)}
{\displaystyle =\exp \left({\textbf {i}}\left\langle {\textbf {G}}({z}_{1},{z}_{2},...,{z}_{d})\mathrel {|} {\textbf {x}}\right\rangle +2\pi {\textbf {i}}\right)}
{\displaystyle =\exp \left({\textbf {i}}\left\langle {\textbf {G}}({z}_{1},{z}_{2},...,{z}_{d})\mathrel {|} {\textbf {x}}\right\rangle \right)}
となる。

### 平面波展開
定理 (一般の平面波展開) ― 
{\displaystyle f(x_{1},x_{2},\cdots ,x_{d})}がL2 関数とし、{\displaystyle T}は、d行d列の正則行列とする。このとき、{\displaystyle {\textbf {T}}_{1},\cdots ,{\textbf {T}}_{d}}がいずれも、{\displaystyle T}の周期であれば、
{\displaystyle f({\textbf {x}})={\sum }_{(z_{1},\cdots ,z_{d})\in \mathbb {Z} ^{d}}\ C_{d}(z_{1},\cdots ,z_{d})\exp \left({\textbf {i}}\left\langle {\textbf {G}}({z}_{1},{z}_{2},...,{z}_{d})\mathrel {|} {\textbf {x}}\right\rangle \right)}
が成り立つ。但し、Gは、以下を満たすd行d列の正則行列とし、
{\displaystyle ({}^{\mathrm {t} }G)T=2\pi E}
{\displaystyle {\textbf {G}}({z}_{1},{z}_{2},...,{z}_{d})}は、以下で定義されるベクトル、
{\displaystyle {\textbf {G}}({z}_{1},{z}_{2},...,{z}_{d}):={z}_{1}{\boldsymbol {G}}_{1}+\cdots +{z}_{d}{\boldsymbol {G}}_{d}}
{\displaystyle {\textbf {T}}_{j}}はTの第j列を意味する。
{\displaystyle h({\textbf {x}}):=f({\frac {1}{2\pi }}T{\textbf {x}})}
と定めると、{\displaystyle 2\pi {\textbf {E}}_{1},\cdots 2\pi {\textbf {E}}_{d}}はhの周期である。従って、
{\displaystyle {C}_{d}(z_{1},\cdots ,z_{d}):=\int _{{x_{d}}=0}^{{x_{d}}=2\pi }\cdots \int _{{x_{1}}=0}^{{x_{1}}=2\pi }h(x_{1},\cdots ,x_{d})\exp({\textbf {i}}({z_{1}}x_{1}+\cdots +{z_{d}}x_{d}))\ d{x_{1}}\cdots d{x_{d}}}
と定めると
{\displaystyle h(x_{1},\cdots ,x_{d})={\sum }_{(z_{1},\cdots ,z_{d})\in \mathbb {Z} ^{d}}{C}_{d}(z_{1},\cdots ,z_{d}):\exp(2\pi {\textbf {i}}(z_{1}x_{1}+\cdots +z_{d}x_{d}))}
のようにフーリエ級数展開できる。
hの定義より、
{\displaystyle h({}^{t}G{\textbf {x}})=f({\frac {1}{2\pi }}T{}^{t}G{\textbf {x}})=f({\textbf {x}})}
よって、
{\displaystyle f({\textbf {x}})=h({}^{t}G{\textbf {x}})={\sum }_{{\textbf {z}}\in \mathbb {Z} ^{d}}{C}_{d}({\textbf {z}})\exp(2\pi {\textbf {i}}\left\langle {\textbf {z}}\mathrel {|} {}^{t}G{\textbf {x}}\right\rangle )}
{\displaystyle ={\sum }_{{\textbf {z}}\in \mathbb {Z} ^{d}}{C}_{d}({\textbf {z}})\exp(2\pi {\textbf {i}}\left\langle G{\textbf {z}}\mathrel {|} {\textbf {x}}\right\rangle )}
一方、積分の変数変換の公式を用いると、
{\displaystyle {C}_{d}(z_{1},\cdots ,z_{d}):=\int _{{x_{d}}=0}^{{x_{d}}=2\pi }\cdots \int _{{x_{1}}=0}^{{x_{1}}=2\pi }h(x_{1},\cdots ,x_{d})\exp({\textbf {i}}({z_{1}}x_{1}+\cdots +{z_{d}}x_{d}))\ d{x_{1}}\cdots d{x_{d}}}
{\displaystyle =\int _{\left[0,2\pi \right]^{d}}{f\left({\frac {1}{2\pi }}T\mathbf {x} \right)\exp {\left(\mathbf {j} \left\langle {\textbf {z}}\mathrel {|} \mathbf {x} \right\rangle \right)}}}
{\displaystyle =\int _{({}^{T}G)^{-1}[\left[0,2\pi \right]^{d}]}{f\left({\frac {1}{2\pi }}T\ ({}^{T}G)\mathbf {x} \right)\exp {\left(\mathbf {j} \left\langle {\textbf {z}}\mathrel {|} {}^{T}G\mathbf {x} \right\rangle \right)}}det({}^{T}G)}
{\displaystyle =\int _{({}^{T}G)^{-1}[\left[0,2\pi \right]^{d}]}{f\left(\mathbf {x} \right)\exp {\left(\mathbf {j} \left\langle G{\textbf {z}}\mathrel {|} \mathbf {x} \right\rangle \right)}}det({}^{T}G)}
である。ここで、線形同型による像集合の性質から、
{\displaystyle ({}^{T}G)^{-1}[\left[0,2\pi \right]^{d}]={\frac {1}{2\pi }}T[\left[0,2\pi \right]^{d}]=T[\left[0,1\right]^{d}]=V[{\textbf {T}}_{1},\cdots {\textbf {T}}_{d}]}
また、ユニットセル{\displaystyle V[{\textbf {T}}_{1},\cdots {\textbf {T}}_{d}]}の体積をVと書くと、
{\displaystyle V=detT={\frac {2\pi }{det({}^{T}G)}}}
なので、
{\displaystyle det{}^{T}G={\frac {2\pi }{V}}}
従って、
{\displaystyle {C}_{d}(z_{1},\cdots ,z_{d})=\int _{({}^{T}G)^{-1}[\left[0,2\pi \right]^{d}]}{f\left(\mathbf {x} \right)\exp {\left(\mathbf {j} \left\langle G{\textbf {z}}\mathrel {|} \mathbf {x} \right\rangle \right)}}det({}^{T}G)}
{\displaystyle ={\frac {2\pi }{V}}\int _{V[{\textbf {T}}_{1},\cdots {\textbf {T}}_{d}]}{f\left(\mathbf {x} \right)\exp {\left(\mathbf {j} \left\langle G{\textbf {z}}\mathrel {|} \mathbf {x} \right\rangle \right)}}}

## 量子論における平面波
非相対論的な量子論では、自由粒子のエネルギー固有状態は平面波となる。また自由粒子のハミルトニアンと運動量が可換であるため、運動量の固有状態も平面波である。つまりエネルギーと運動量についての同時固有関数となっている。量子論においても平面波は、基底関数として様々な場面で用いられるが、本来1に規格化されるべき2乗積分が有限の値を持たないこと、時間的・空間的に無限の彼方まで広がっており非現実的であること等の問題も抱えている。

## 第一原理バンド計算における平面波
波動関数は、基底関数で展開した形で記述することができる。この時に用いられる基底の1つに平面波基底（英: Plane wave basis）がある。バンド計算における表式化が比較的簡単で（それ故、プログラムも構築し易い）力やストレスの計算も他の基底（局在基底など）を使った場合より容易に実現が可能である。また、平面波基底では、Pulay補正項の問題が回避できることも利点のひとつである。
欠点として、例えば波動関数や電荷密度への寄与の s, p, d 軌道毎への分割や、ユニットセル内の特定の原子の電荷を求めることが困難になることが挙げられる。